# 和霊神社
和霊神社（われいじんじゃ）は、愛媛県宇和島市にある神社。旧社格は県社。

## 祭神
主祭神
- 山家公頼（通称 清兵衛）

公頼は伊達政宗の家臣であったが、1615年（元和元年）政宗の長男・秀宗が宇和島に移封されるのに従い、宇和島藩家老として藩政を支えた。宇和島はそれまでの領主の悪政により疲弊していたが、公頼は租税軽減や産業振興を行い、効果を上げた。しかし、1620年（元和6年）に藩主秀宗は公頼を嫉妬する藩士による讒言を信じ、公頼はその息子らとともに殺害された（和霊騒動）。

## 沿革

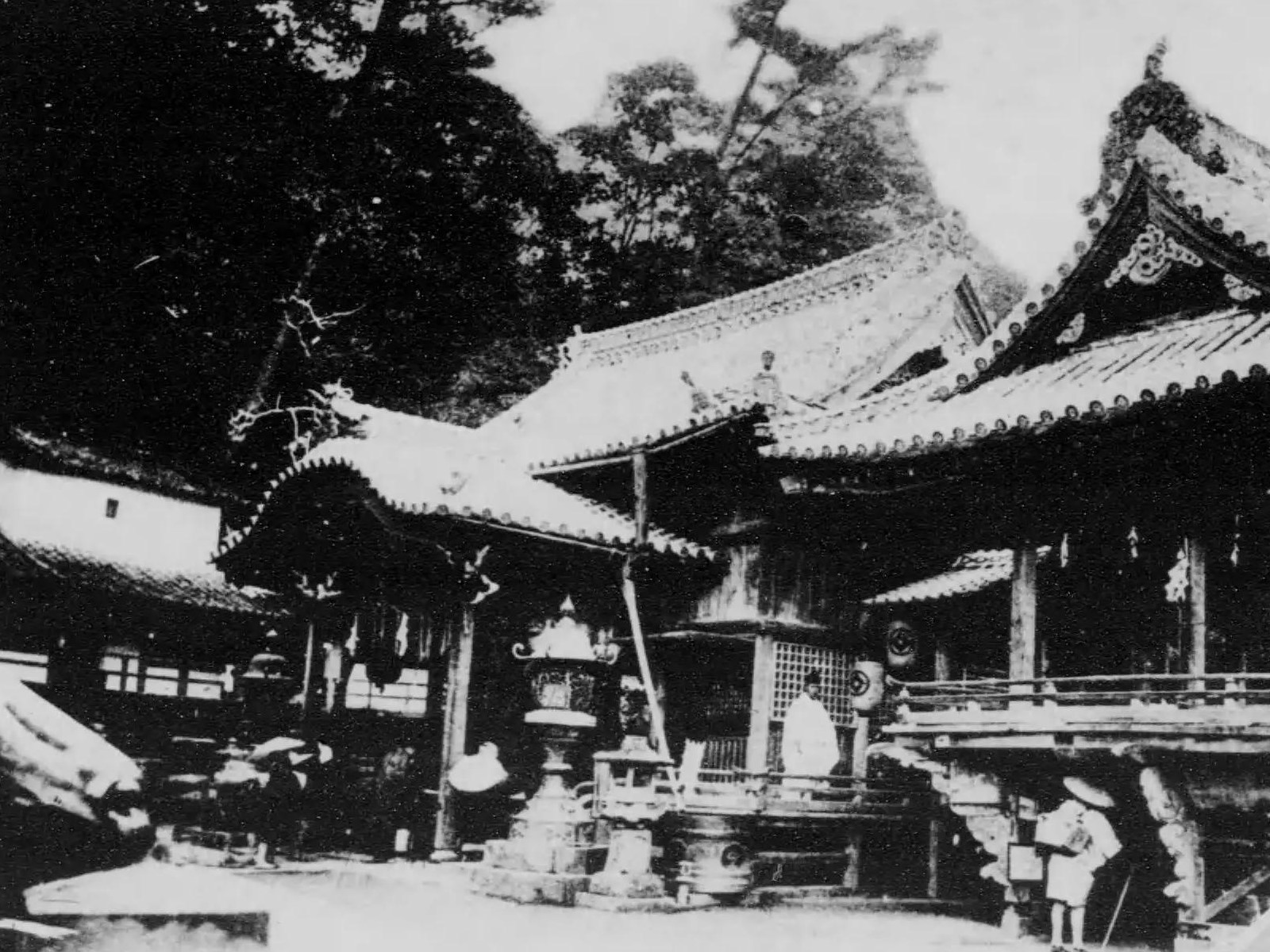
大正時代の社殿。

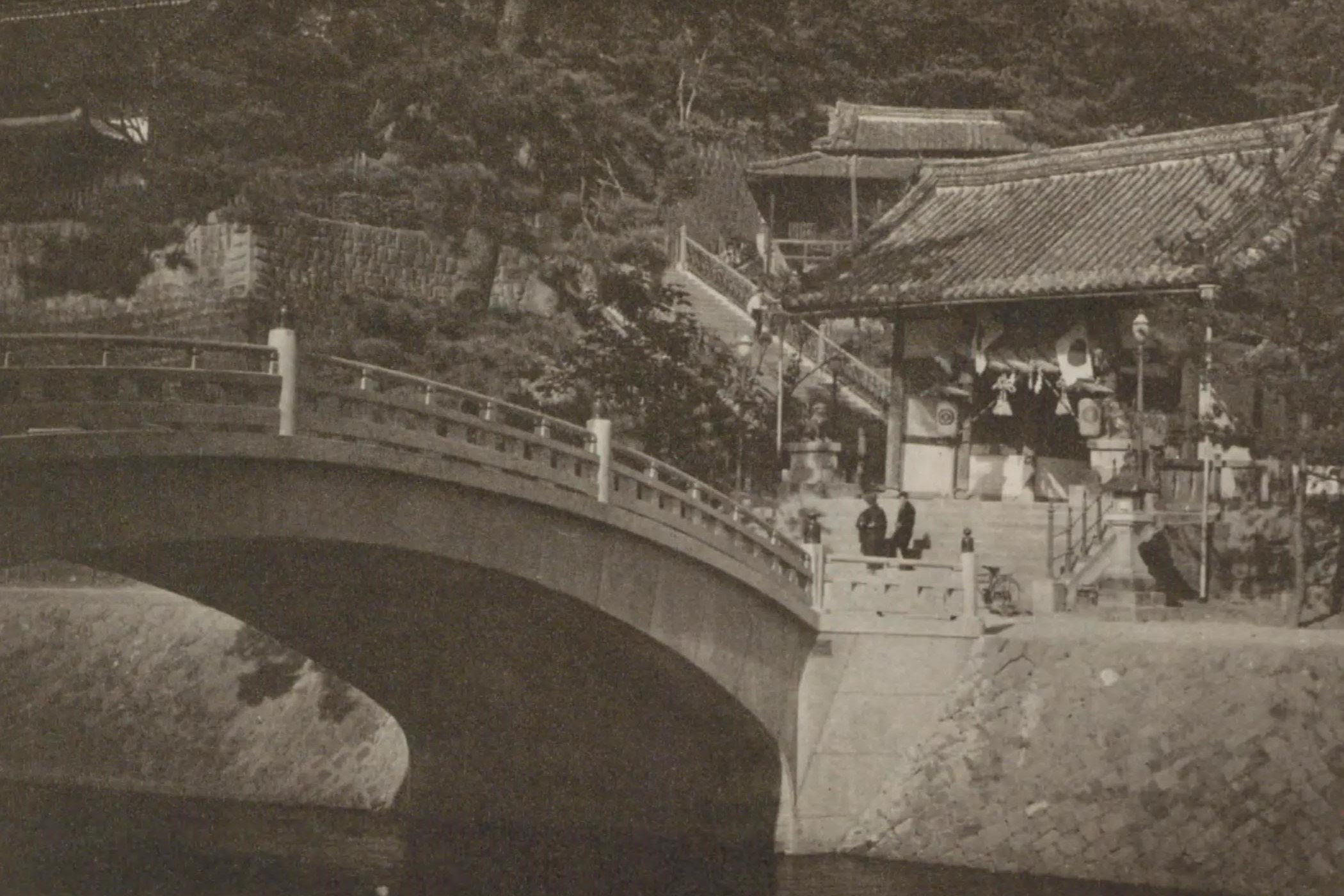
戦前の神橋と随神門。

神社は宇和島市街地の北端、鎌江城跡に鎮座する。公頼を慕う領民たちは、密かに城北森安の八面荒神の境内に小祠を設けて公頼一族の霊を祀った。その後、公頼殺害に関与した者が落雷・海難などにより次々と変死するなど異変が宇和島に巻き起こった。
また公頼の無実も判明したため、1653年（承応2年）、秀宗は公頼を祀る神社を創建し、山頼和霊神社と称した。その後、参拝者が増大し社域が狭隘になったことから社地は向山（宇和島市立城北中学校内）、次いで森安へと移った。さらに第四代藩主である伊達村年治世の1731年（享保16年）3月27日には、「和霊社勧化を以造営在之ニ付、小関兵右衛門右奉行被仰付候事」となり鎌江城跡の一角に社地が再び移されることとなり、1735年（享保20年）に現在地に遷座した。1919年（大正8年）に県社に列した。1953年（昭和28年）に神社本庁の別表神社に加列された。
1945年（昭和20年）に空襲で焼失したが、1957年（昭和32年）に再建された。当社の分霊を祀る神社が、四国・中国地方を中心に日本各地にある。

## 境内
社叢は1974年に市の天然記念物に指定される。

## 祭事
1月2日・3日には刀剣武術の居合いの奉納が行われる。7月23日・24日の例祭は和霊大祭と呼ばれる。

## 現地情報
所在地
- 愛媛県宇和島市和霊町1451

交通アクセス
- 最寄駅：JR四国予讃線宇和島駅下車後、徒歩約7分

## ロケ地として
- 『南海の狼火』(1960年、日活映画) 主演小林旭[5]

## 仙台との繋がり
山家清兵衛公頼が仙台に残した長男・喜兵衛の子孫である山家豊三郎（頼道）は、宇和島の和霊神社からの分霊を「山家明神」として東一番丁の自邸に祀っていた。
その後、「山家明神」の号を「和霊神社」と改め、明治16年（1883年）には屋敷の移転に伴い、東二番丁と立町通り角附近の屋敷地内に遷座した。
昭和20年（1945年）7月の仙台空襲では、狛犬2体を残して全焼。
昭和48年（1973年）には山家家の移転とともに台原（現在の青葉区台原）に遷座した。
昭和52年（1977年）、かつて豊三郎が屋敷を構え「山家明神」を祀っていた東一番丁を前身に持つ一番町一番街商店街から、さらなる活性化の祈願と町の守護神としてふたたび和霊神社を、という声が高まり、ジャスコ（現在の仙台フォーラス）の屋上に和霊神社を分霊・遷座することとなった。毎年7月には「一番町三社まつり」の一社として、藤崎えびす神社、野中神社の神輿とともに和霊神社の神輿が仙台市の中心部商店街を渡御する。

## 和霊信仰
中四国を中心に信仰されている。1982年現在の分社数は、小規模社や境内末社等を合わせて西日本と9府県（愛媛県82社、岡山県26社等）と東北1県（仙台市2社）で159社という。勧請年が早いものとして、高知県四万十町六反地の和霊神社（1737年）と、愛媛県今治市玉川町法界寺の和霊神社（1746年）がある。
前社は妻スミが亡くなった地という言い伝えがあり、公頼と妻スミが併せて祀られている。後社は、伊予国一の宮の大山祗神社の神官に和霊神社に参拝すると良いと言われ、庄屋浮穴与右衛門包俊がその通りにすると病気が全快したことによる勧請である。当初は法界寺三島神社（大山祗神社の分社）の境内社であったが、参拝者が増えたため独立したものという。